# 仙椎
仙椎（せんつい）は、脊椎動物のうち四肢動物の脊椎および骨盤を構成する骨格要素。

## 仙椎の獲得
非四肢動物型魚類は脊椎動物で最初に出現したグループであり、腹椎（または背側椎骨）と尾椎のみで構成される脊椎を持つ。仙椎が他の脊椎から区別されるのは、陸上に進出して肩帯および腰帯という抗重力機構を手に入れた四肢動物からである。腰帯を形成する腸骨がある脊椎の肋骨と関節する場合、その脊椎が仙椎と定義される。仙椎より前側の脊椎は仙前椎、後側の脊椎は尾椎である。

## 各分類群の適応
両生類は1個、爬虫類とオポッサムは2個、大部分の哺乳類は3〜5個の仙椎が認められている。ただし、奇蹄目の哺乳類は最大8個、貧歯目の哺乳類は最大13個の仙椎が存在する。
鳥類は仙椎が最後位胸椎や一部の尾椎と癒合した複合仙骨を形成しており、複合仙骨の横突起と肋骨突起は腸骨とも堅固に結合する。これにより鳥類は、筋肉による調整を経ず姿勢を固定してエネルギーを節約すること、ならびに走行時に脚部から得られる前進力を効率的に体幹に伝えることが可能である。
また、哺乳類のアルマジロは13個の仙椎と一部の尾椎が癒合して複合仙骨を形成している。ヒトも5個の仙椎が癒合して逆三角形の仙骨を形成している。